# Cindy Mackenzie
Cindy « Mac » Mackenzie est un personnage fictif de la série télévisée Veronica Mars. Elle est incarnée par Tina Majorino.

## Biographie du personnage
Cindy Mackenzie appelée Mac, est une élève de Neptune High. Veronica Mars fait souvent appel à elle et à ses aptitudes informatiques.
Mac se pose des questions sur ses véritables origines et demande à Veronica d'enquêter. Cette dernière découvre que Mac devrait  s'appeler Madison Sinclair. En effet, 18 ans plus tôt, la famille Sinclair a porté plainte auprès de l'hôpital de Neptune pour avoir confondu les bébés. Ainsi, Mac est une Sinclair et Madison une Mackenzie.
Elle essaye tant bien que mal de s'approcher de sa mère biologique qui d'un simple regard reconnaît sa fille. Mais, Cindy s'aperçoit que ses véritables parents sont ceux qui l'ont élevés et qui l'ont aimés. Par la suite, elle devient une amie fidèle de Veronica.
Dans la saison 3, elle est aussi scolarisée au Hearst College avec quelques élèves de Neptune High et partage sa chambre avec Parker Lee qu'elle définit comme nymphomane mais, elle va vite apprendre à ne pas se fier aux apparences. Après le viol de Parker, elle lui promet de toujours veiller sur elle.
9 ans après, dans le film, on apprend qu'elle travail pour l'entreprise informatique de la famille Kane. Elle va quitter son job pour assister Veronica Mars dans l'entreprise de détective privé Mars Investigation.

### Vie amoureuse
Mac tombe amoureuse de Cassidy « Beaver » Casablancas qu'elle aide pour mener son projet à bien. Cependant ils vont se séparer parce qu'elle a envie de passer à autre chose alors que Cassidy préfère ne pas s'aventurer trop loin.
Au dernier épisode de la saison 2, ils se remettent ensemble pour une courte durée puisque Cassidy a l'intention de détruire l'avion de Woody Goodman après quoi il se suicide.
Bronson Pope est son nouveau petit copain qu'elle rencontre dans l'épisode 3x10 Monnaie de Singe
À la fête d'anniversaire de Parker, elle rencontre Max. Elle tombe amoureuse de lui et décide de rompre avec Bronson, ne voulant pas lui faire de mal.

## Absence du personnage dans la4esaison
Le personnage est absent de la saison 4 diffusée en 2019. L'interprète du personnage Tina Majorino déclare à propos de cela :

« J’ai un amour très profond pour le personnage de Mac et mon objectif depuis le début a toujours été de lui donner le respect qu’elle mérite, a elle et son évolution. Monsieur Thomas m’a parlé de sa vision de Veronica Mars, qu’elle allait dans une direction différente et que Mac ne faisait pas partie intégrante de ce nouveau chemin. Et je respecte ça. Quand monsieur Thomas a écrit ce rôle pour moi, pour la première fois, j’étais une jeune femme de 18 ans qui a grandi en jouant un personnage que j’ai adoré. Elle a évolué en même temps que moi, et les fans qui l’ont suivi. Quand il est venu me voir pour me parler de ce revival, j’étais enthousiasmée par cette perspective, tout aussi excitée que lorsque le film est arrivé. Mais pour moi, sa vision ne respectait pas vraiment la valeur de Mac. [...] Il n’y avait pas de place pour ma chère reine des hackers et, au fil des conversations, cela est devenu de plus en plus clair. J’ai donc pris la décision de ne pas participer à ces épisodes. J’étais tellement heureuse de voir où nous l’avons laissée dans le film que je ne voulais pas minimiser ça en faisant une apparition qui ne m’aurait pas satisfaite, et ni à Mac, ni aux fans. Je suis très reconnaissante d’avoir fait partie de cette série et du film qui a suivi. J’espère que les fans comprendront ma logique et qu’ils comprendront qu’il y a des mondes au-delà de Veronica Mars que nous explorerons tous ensemble à l’avenir. »

— Tina Majorino, TV Line